# Комсомольське (Тимірязєвський район)
Комсомо́льське (каз. Комсомол) — село у складі Тимірязєвського району Північноказахстанської області Казахстану. Адміністративний центр та єдиний населений пункт Комсомольського сільського округу.
Населення — 419 осіб (2021; 567 у 2009, 886 у 1999, 1157 у 1989).
Національний склад станом на 1989 рік:
- росіяни — 54 %.